# پوتیدایا

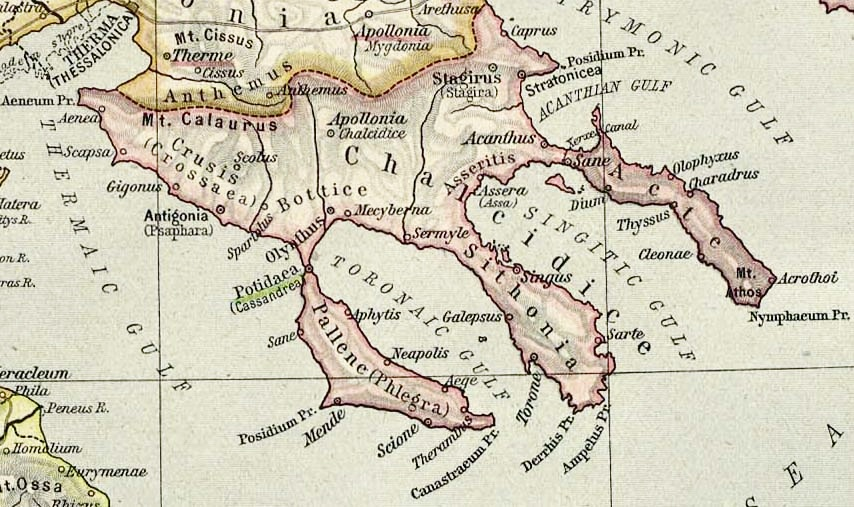
نقشهٔ خالکیدیکهٔ باستان.

پوتیدایا (به یونانی: Ποτίδαια) مستعمره‌ای از کورنت بود که حدود سال ۶۰۰ پیش از میلاد در باریک‌ترین نقطهٔ شبه‌جزیرهٔ پالنه توسط اهالی کورنت بنا شد. شبه‌جزیرهٔ پالنه غربی‌ترین شبه‌جزیره از میان سه شبه‌جزیره‌ای است که در جنوب خالکیدیکه در شمال یونان واقع شده‌اند.
این شهر را ایرانیان در سال ۴۷۹ پیش از میلاد محاصره کردند اما شهر به لطف وقوع اولین سونامی ثبت‌شده در تاریخ نجات یافت. هرودوت شرح می‌دهد که مهاجمان ایرانی سعی داشتند از فرونشستن نامعمول آب به نفع خود نهایت استفاده را ببرند، اما ناگهان «آب مد چنان بالا آمد که، به گفتهٔ اهالی بومی آنجا، هیچ‌گاه نظیر آن دیده نشده بود» و ایرانیان غافلگیر شدند.
در اتحادیهٔ دلوس منازعاتی میان آتن و کورنت پیش آمد اما کورنت هر ساله نماینده‌ای به اتحادیه می‌فرستاد. پوتیدایا ناگزیر درگیر تمامی منازعات میان آتن و کورنت شد.
مردم شهر در سال ۴۳۲ پیش از میلاد علیه آتنیان سر به شورش برداشتند، اما شهر طی جنگ‌های پلوپونزی محاصره شد و در نبرد پوتیدایا مسخر شد. آتنیان تا سال ۴۰۴ پیش از میلاد کنترل شهر را در دست داشتند اما پس از آن شهر به دست خالکیدیکه افتاد.
آتنیان در سال ۳۶۳ پیش از میلاد مجدداً کنترل شهر را به دست گرفتند تا اینکه در سال ۳۵۶ پیش از میلاد، فیلیپ دوم مقدونی شهر را تسخیر کرد. فیلیپ پوتیدایا را ویران کرد و قلمروش را به اولونتوس داد. کاساندر در همان محل شهر جدیدی به نام کاساندریه بنا کرد.